# Saint-Forgeux
Saint-Forgeux – miejscowość i gmina we Francji, w regionie Owernia-Rodan-Alpy, w departamencie Rodan.
Według danych na rok 1990 gminę zamieszkiwały 1232 osoby, a gęstość zaludnienia wynosiła 55 osób/km² (wśród 2880 gmin regionu Rodan-Alpy Saint-Forgeux plasuje się na 671. miejscu pod względem liczby ludności, natomiast pod względem powierzchni na miejscu 410.).